# 소공자 (1921년 영화)
소공자(Little Lord Fauntleroy)는 미국에서 제작된 알프레드 E. 그린, 잭 픽포드 감독의 1921년 영화이다. 메리 픽포드 등이 주연으로 출연하였고 메리 픽포드 등이 제작에 참여하였다.

## 출연

### 주연
- 메리 픽포드
- 클로드 갤링워터

### 조연
- 조셉 J. 도링
- 제임스 A. 마커스
- 케이트 프라이스
- 프레드 말라테스타
- 아서 탈라소
- 콜린 케니
- 에멧 킹
- 밀튼 버얼
- 조엔 마쉬

## 제작진
- 원작자: 프랜시스 호지슨 버넷
- 미술: 스티븐 구손

## 같이 보기
- 소공자 (1936년 영화)
- 소공자 (1980년 영화)